# Zvonimir Majdak
Zvonimir Majdak (Zrinska kod Grubišnog Polja, 26. siječnja 1938. – Zagreb, 20. srpnja, 2017.), bio je hrvatski književnik, smatra se za najplodnijeg pisca proze u trapericama. Djela je objavljivao i pod pseudonimom Suzana Rog.

## Životopis
Zvonimir Majdak rođen je u Zrinskoj kod Grubišnoga Polja 1938. godine. Gimnaziju je polazio u Virovitici. U Zagrebu je studirao književnost, a kao vrlo mlad pjesnik javio se u svoje doba popularnom lirikom u knjigama Tip na zelenoj livadi i Ukleti motociklist.
Središnji Majdakov interes bila je proza u kojoj je ostvario veliki opus objavivši tridesetak romana. Po njegovim romanima ili scenarijima snimljeno je 9 filmova.

## Izvod iz bibliografije

### Romani
- Bolest 1964.
- Kužiš, stari moj 1970.
- Pazi, tako da ostanem nevina ili Marta i Lela iz Remetinca 1971.
- Tiha jeza 1975.
- Stari dečki 1975.
- Marko na mukama 1977.
- Kupanje s Katarinom 1978.
- Ženski bicikl 1978.
- Gadni parking 1980.
- Biba, okreni se prema zapadu 1982.
- Kćerka 1985.
- Muška kurva 1986.
- Krevet 1990.
- Umrijeti u Tuškancu 1992.
- Tajne Trga N 1993.
- Povratak sudbini 2010.
- Suton 2012.
- Ponoć 2013.

### Suzana Rog
- Baršunasti prut 1987.
- Gospođa 1988.
- Ševa na žuru 1989.
- Ponovo sam nemoralna i pokvarena 1996.
- Želim još puno puta 2001.
- Fircigerice 2010.

### Filmovi
- Iluzija 1967. r. Krsto Papić
- Kužiš, stari moj 1973. r. Vanča Kljaković
- Medeni mjesec 1983. r. Nikola Babić (prema romanu Marko na mukama)

## Nagrade
- 1985.: Godišnja nagrada Vladimir Nazor za književnost
- 1990.: Nagrada Ksaver Šandor Gjalski
- 2011.: 1. nagrada Dubravko Horvatić za prozu[3]
- 2014.: Nagrada Vladimir Nazor za životno djelo[2]